# شاهزاده مصطفی
شاهزاده مصطفی (۶ آگوست ۱۵۱۵ مانیسا – ۶ اکتبر ۱۵۵۳ قونیه) بزرگترین پسر سلیمان یکم، سلطان امپراتوری عثمانی و ماه‌دوران سلطان بود. او به مدت ۳۰ سال ولیعهد سلطان سلیمان بود.

## زندگی
شاهزاده مصطفی در ۶ آگوست سال ۱۵۱۵ به عنوان دومین پسر سلیمان از ماه‌دوران سلطان متولد شد. او بعد از مرگ شاهزاده محمود در سال ۱۵۲۲ به‌عنوان بزرگ‌ترین پسر سلیمان و وارث سلطنت شناخته می‌شد، او باذکاوت‌ترین فرزند سلطان سلیمان به‌حساب می‌آمد و تحت حمایت ابراهیم پاشا، قرار داشت اما سلیمان به شاهزاده محمد پسر ارشد خرم توجه بیشتری داشت. در سال ۱۵۳۴ مصطفی به مانیسا فرستاده شد اما با دسیسه‌های خرم در سال ۱۵۴۱ محمد فرماندار مانیسا شد و مصطفی به آماسیه فرستاده شد. او نامه‌ای از جانب سلیمان دریافت کرد که در آن گفته شده بود برکناری وی از مانیسا به معنای برکناری از وراثت تاج و تخت نیست بلکه برای محافظت از مرز‌های عثمانی است. 
بعد از مرگ شاهزاده محمد در سال ۱۵۴۳ به نظر می‌رسید که تمامی موانع بر سر راه مصطفی برداشته شده است اما در سال ۱۵۴۴ سلیم پسر دوم خرم به مانیسا فرستاده شد و بایزید پسر دیگر خرم به کوتاهیه فرستاده شد. با این حال مصطفی رابطه خوبی با برادرهای ناتنی خود داشته تا جایی که سلیم دوم به ماه‌دوران برای بازسازی مقبره مصطفی کمک‌های بسیاری کرد. او به مدت هشت سال آماسیه را به خوبی اداره کرد و در سال ۱۵۴۹ فرماندار قونیه شد.

## وفات

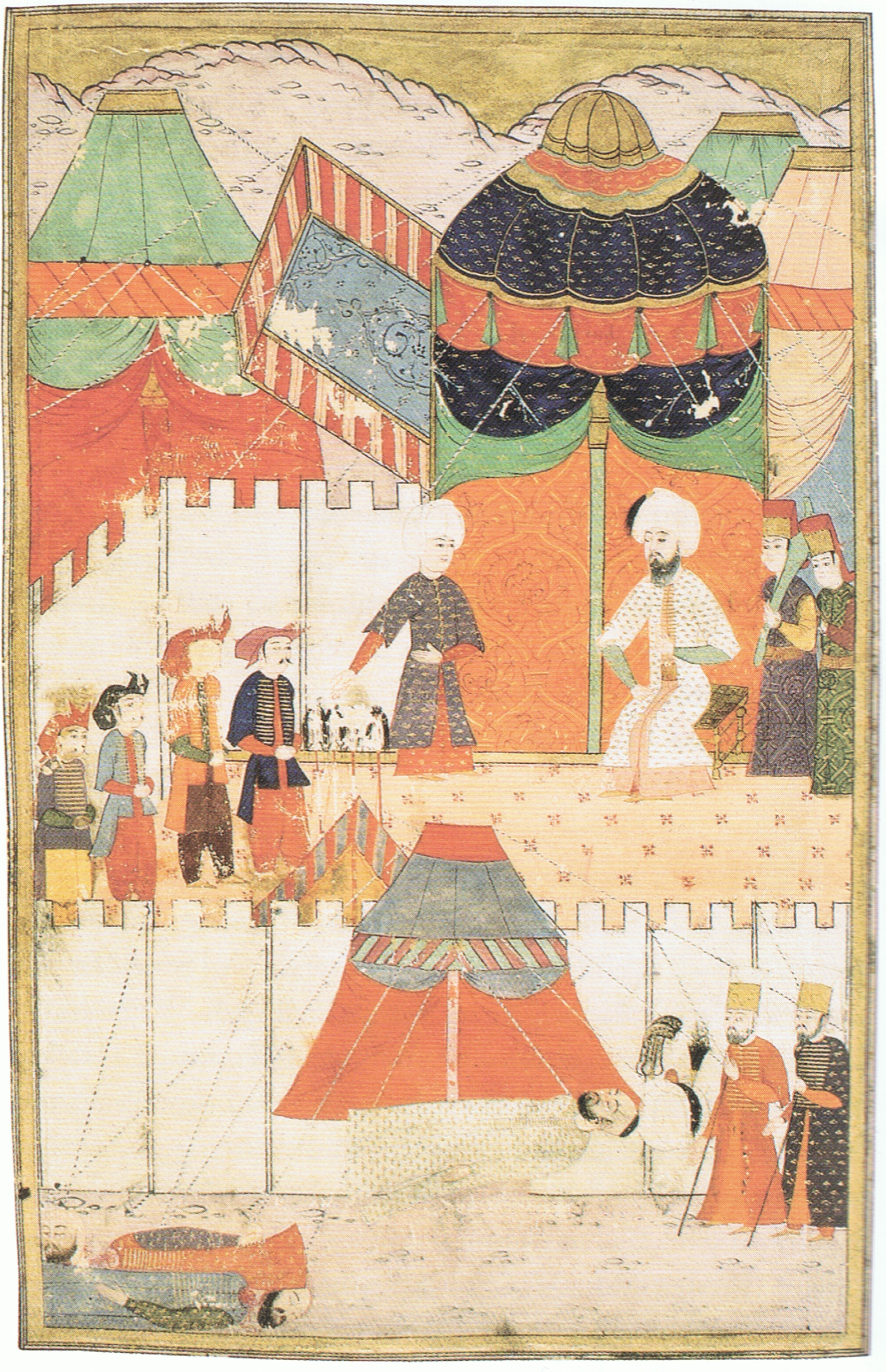
برگزاری مراسم تشییع شاهزاده عثمانی مصطفی پس از اعدام او.

در سال ۱۵۵۳ که جنگ با ایران آغاز شده‌ بود و رستم پاشا فرماندهی کل سپاه بر عهده داشت، این امر باعث دسیسه‌‌چینی بر ضد مصطفی شد. رستم یکی از معتمدترین یاران سلطان را نزدش فرستاد تا به او گزارش دهد که چون سلطان سلیمان شخصاً در مقام فرماندهی سپاه قرار نگرفته‌است، سربازان به این فکر افتاده‌اند که شاهزاده‌ای جوان بر تخت سلطنت بنشیند. او هم‌زمان شایعاتی را پراکند که مصطفی واکنش مثبتی نسبت به این ایده نشان داده‌است. سلطان سلیمان که این ماجرا را باور کرده و به‌شدت آشفته شد و در راه بازگشت از در درهٔ ارغلی، مصطفی را به چادرش احضار کرد و تصریح نمود که «او خواهد میتواند خود را از اتهامات وارده مبرا سازد و در این‌ صورت دلیلی برای ترسیدن وجود ندارد».
شاهزاده مصطفی تصمیم گرفت در پیشگاه پدر حاضر شود. بوسبک که ادعا می‌کند شرح حادثه را از یک شاهد عینی شنیده‌است، آخرین لحظات زندگی مصطفی را توصیف می‌کند: به‌ محض آن‌که مصطفی قدم در چادر سلطان گذاشت، جلادان سلیمان به او حمله‌ور شدند. شاهزادهٔ جوان سرسختانه از خود دفاع می‌کرد. سلیمان که از پشت پردهٔ کتانی چادر شاهد ماجرا بود «خشم و نگاه‌های تهدیدآمیز خود را نثار خواجگان لال خویش می‌کرد و به آنان عتاب می‌زد که چرا در کشتن مصطفی به خود تردید راه داده‌اند. جلادان سلیمان که ترس را احساس کرده‌ بودند، تلاششان را دوچندان کردند و مصطفی را به‌ شدت به زمین کوبیدند، زه کمان را به دور گردنش انداختند و او را خفه کردند». گفته شده که پس از مرگ، از جیب مصطفی نامه‌ای پیدا می‌شود که سلیمان از کشتن پسرش پشیمان می‌شود.

## خانواده
همسران
- نورجهان خاتون (درگذشته بورسا، در مقبره سه شاهزاده خانم دفن شد)

پسران
- شاهزاده سلیمان (درگذشته ؟ آماسیه، در مسجد شاهزاده‌های آماسیه دفن شد)
- شاهزاده احمد، (۱۵۳۸ مانیسا – اعدام ۱۵۵۳ قونیه، در مسجد تراغلو قونیه دفن شد)
- شاهزاده محمد، (۱۵۴۴ آماسیه – اعدام ۱۵۵۴ بورسا، در مقبره شاهزاده مصطفی در بورسا دفن شد.)

### دختران
- نرگس‌شاه سلطان، (درگذشته بورسا، در مقبره شاهزاده مصطفی دفن شد) در سال ۱۵۵۲ با داماد احمد پاشا فرماندار اناتولی ازدواج کرد.
- شاه سلطان، (درگذشته ۱۵۷۷ استانبول در مسجد ایوب سلطان دفن شد) در سال ۱۵۶۲ با داماد عبدالکریم پاشا ازدواج کرد.